# Římskokatolická farnost Otnice
Římskokatolická farnost Otnice je územní společenství římských katolíků s farním kostelem svatého Aloise v obci Otnice ve slavkovském děkanství. Do farnosti patří obce Otnice, Lovčičky a Milešovice.

## Historie farnosti
Farní kostel svatého Aloise, postavený v letech 1855 – 1858 v novorenesančním slohu, je třetí na stejném místě. Původně byl zasvěcen svatému Havlovi. Současná fara byla postavena roku 1805.

## Duchovní správci
Farářem je od 1. srpna 2001 R. D. Pavel Buchta.

## Bohoslužby
| Kostel                 | Místo      | Bohoslužba (den) | Hodina                            | Poznámka        |
| ---------------------- | ---------- | ---------------- | --------------------------------- | --------------- |
| kostel svatého Aloise  | Otnice     | neděle pátek     | 9.30 17.00 (zima) / 18.00 (léto)  | Farní kostel    |
| kostel svatého Václava | Lovčičky   | neděle čtvrtek   | 11.00 17.00 (zima) / 18.00 (léto) | Filiální kostel |
| Kaple svaté Anny       | Milešovice | sobota           | 17.00 (zima) / 18.00 (léto)       | kaple           |

## Primice
Dne 1. července 2005 slavil primici v Otnicích novokněz R. D. Mgr. Jaromír Gargoš z Milešovic.

## Aktivity ve farnosti
Každý poslední týden v měsíci se pro farnosti Bošovice a Otnice koná FANDO - Farní Aktivní Nedělní Den v Otnicích.
Den vzájemných modliteb farností za bohoslovce a bohoslovců za farnosti brněnské diecéze a Adorační den připadá na 24. března.
Ve farnosti se pravidelně pořádá tříkrálová sbírka. V roce 2014 se při ní vybralo 36 243 korun, o rok později 37 248 korun.V roce 2016 se při sbírce vybralo v Otnicích 38 209 korun, v Lovčičkách 23 446 korun a v Milešovicích 14 826 korun. 
Farnost se účastní projektu Noc kostelů. V roce 2018 bylo součástí programu mj. prohlídka půdy s opravenou částí střechy.